# Paul Guttmann
Paul Guttmann (Ratibor, 1834. szeptember 9. – Berlin, 1893. május 24.) zsidó-német patológus.
A porosz születésű Guttmann Berlinben, Würzburgban és Bécsben tanult orvostant, 1958-ban doktorált. 1959-től Berlinben dolgozott. 1979-ben Heinrich Curschmannt váltotta a Moabit Kórház élén.